# Severo Ochoa. La conquista de un Nobel
Severo Ochoa. La conquista de un Nobel es una miniserie española del año 2001 dirigida por el cineasta colombiano Sergio Cabrera. Trata sobre la vida de Severo Ochoa, científico español que en 1959 fue galardonado con el Premio Nobel de Fisiología o Medicina.

## Sinopsis
El amor de Severo Ochoa (Imanol Arias) por la investigación y la medicina empezó a temprana edad, al igual que su amor por la que después sería su mujer, Carmen García Cobián (Ana Duato). Desde su niñez en las playas de Luarca asistimos al periplo del científico asturiano por distintos países del mundo: el trabajo y la vida alegre en Madrid, la proclamación de la Segunda República, la Guerra Civil, el exilio de la pareja a consecuencia de la guerra, sus años en la Alemania nazi, donde Severo presenció dolorosas persecuciones a compañeros judíos, y su llegada a Nueva York, donde finalmente conseguiría el Nobel de Medicina.

## Comentarios
Imanol y Ana han llegado a ser la pareja televisiva de moda, gracias a la serie Cuéntame. Arturo Valls hace su primer papel interpretando al excéntrico pintor Dalí.

## Premios
- Fotogramas de Plata al mejor actor a Imanol Arias (2002)
- Fotogramas de Plata a la mejor actriz a Ana Duato (2002)